# Cadran solaire du presbytère de Vogüé
Le cadran solaire du presbytère de Vogüé est un cadran solaire multiple situé à Vogüé, en France.

## Description
Le cadran solaire est situé dans les jardins du château de Vogüé, dans l'Ardèche. Il prend la forme d'un bloc de pierre de 80 cm de haut et 43 cm de large.
Il s'agit en fait d'un bloc gnomonique comprenant sept cadrans solaires distincts :
- trois cadrans polaires cylindriques ;
- deux cadrans hémisphériques ;
- un cadran équatorial ;
- un cadran horizontal cylindique.

## Historique
Selon l'inscription présente sur le cadran solaire, il daterait de 1610. Il est initialement placé sur la terrasse du presbytère de Vogüé avant d'être déplacé à son emplacement actuel dans les jardins du château.
Le monument est classé au titre des monuments historiques comme objet en 1942.